# پایگاه نیروی هوایی بروکلی
پایگاه نیروی هوایی بروکلی (به انگلیسی: Brookley Air Force Base) یک فرودگاه با کد یاتا BFM است که یک باند فرود آسفالت و بتن دارد و طول باند آن ۲۹۳۲ متر است. این فرودگاه در شهر موبیل کشور ایالات متحده آمریکا قرار دارد و در ارتفاع ۸ متری از سطح دریا واقع شده‌است.